# Port-le-Grand
Port-le-Grand è un comune francese di 268 (al 1º gennaio 2022) abitanti situato nel dipartimento della Somme nella regione dell'Alta Francia.

## Società

### Evoluzione demografica
Abitanti censiti